# Coerunas
Coerunas foram uma tribo indígena que se localizavam às margens do Rio Negro e Alto do Solimões, encontrada pelos portugueses nas últimas décadas do século XVII.
Von Martius relatou que os pajés dessa tribo transmitiam os conhecimentos dos mais velhos para os mais novos por meio do ato sexual.